# Nymindegab Kro
Nymindegab Kro er en dansk kro og hotel beliggende i landsbyen Nymindegab i Varde Kommune. Kroen blev kongelig privilegeret landevejskro i 1862, og har siden fungeret som kro.

## Historie
Kroen blev officielt landevejskro i 1862, da Jes Kristensen købte den firlængede bondegård, og officielt indviede en kro på stedet. Der havde dog været drevet beværtning på stedet før, da zoolog H. N. Krøyer allerede i 1843 i forbindelse med en undersøgelse af det lokale fiskeri, satte spørgsmål ved kroens placering på det øde sted, og fiskernes indtagelse af brændevin.
Nymindegabmalerne begyndte i sidste halvdel af 19. århundrede at leje sig ind på kroen i sommermånederne, hvor de lavede en masse skitser, som senere blev færdiggjort hjemme i København. Malerne benyttede kroen til omkring 1. verdenskrig, og mange af deres værker findes i dag på Nymindegab Museum.
Omkring år 1900 overlod krofatter Jes Kristensen stedet og driften til sønnen Jens Lassen Kristensen. Han opførte en ny længe til gården, da de oprindelige gæsteværelser var placeret ovenover kostalden, med tilhørende lugtgener.
I 1936 udbrød der brand i laden, og ilden bredte sig til hele kroen, som efterfølgende brændte ned til grunden. Derefter overlod ejer Jens Kristensen ejerskabet, og opgaven om at genopbygge kroen til næste generation i familien, Mette og Andreas Kristensen. I 1937 opførte de nye krobygninger, nogle hundrede meter vest fra de oprindelige bygninger. Indtil slutningen af 1930'erne ejede kroen også dansestedet "Valhalle", der var beliggende på modsat side af vejen. Under besættelsen brændte kroen igen i 1942, og blev året efter genopført. I 1944 døde Andreas Kristensen, og hustruen Mette stod tilbage med tre sønner i alderen fra to måneder til fem år. Til trods for dette fortsatte hun driften af kroen.
Nymindegab Kro blev overtaget af de nuværende ejere i 2000, der har gennemført store tilføjelser og ændringer på stedet.